# 부상자 명단
부상자 명단(負傷者名單, disabled list, DL) 또는 유고자 명단(有苦者名單)은 미국 메이저 리그 야구(MLB)에서 부상으로 출전 선수 명단(Roster)에서 제외되는 선수들의 명단, 즉 결장자 명단(缺場者名單)을 말한다.
부상자 명단의 기간은 15일(15-day DL)과 60일(60-day DL) 두 종류가 있는데, 부상을 당한 날부터 소급적용한다. 15일의 경우는 25인 출전 선수 명단에서는 빠지지만 40인 명단에는 남는다. 반면, 60일의 경우 25인과 40인 출전 선수 명단 둘 모두에서 제외된다. 회복이 더딘 경우 기간 연장이 가능하다. 부상자 명단에 오른 기간에는 절대 게임에 출전할 수 없지만, 메이저 리그 경력은 그대로 인정된다. 선수가 부족한 경우 마이너리그의 선수로 해당 선수를 대체가 가능하다.
부상자 명단의 기능에는 두 가지가 있다. 부상당한 선수를 보호하는 것과 구단의 선수의 보유권 유지이다. 메이저 리그 규정상 메이저 리그 출전 선수 명단에 등록된 선수가 마이너리그로 네 번 보내질 경우 구단이 보유권을 상실하게 되기 때문에, 부상자 명단에 올려놓음으로써 메이저 리그에 두는 것이다.